# 查龍·瓦達那信

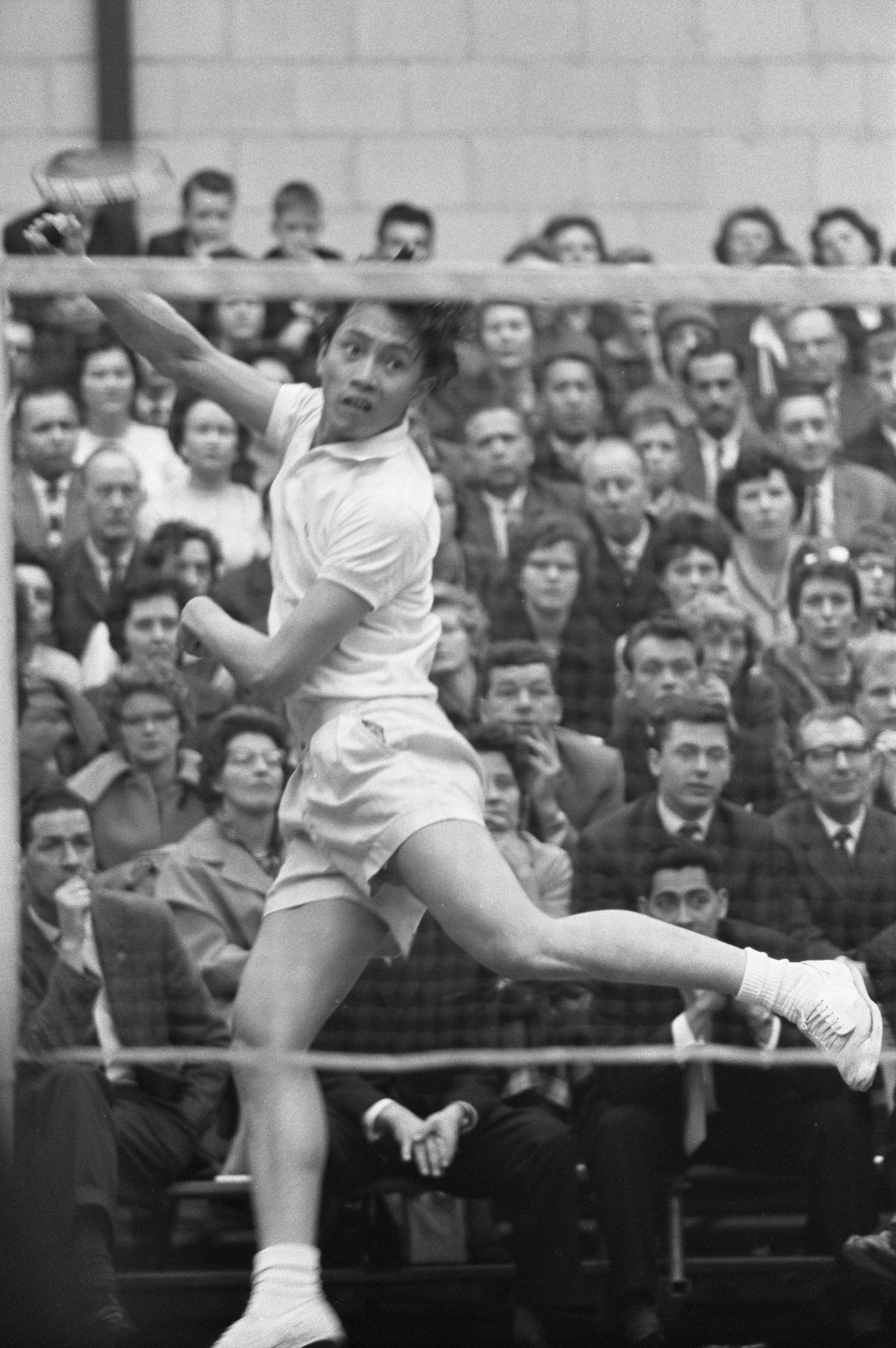
查龍·瓦達那信，1962年

查龍·瓦達那信（1937年—），泰國前羽球運動員，他在1950年代末期和1960年代初期贏得了多項國際比賽冠軍。
1958年至1962年間，查龍·瓦達那信獲得了馬來亞、愛爾蘭、蘇格蘭、挪威和法國等羽球公開賽的男子單打冠軍。他還分享了馬來亞、蘇格蘭、荷蘭和美國等羽球公開賽的男子雙打冠軍。在1960年和1962年的全英羽球錦標賽中，瓦達那信獲得男子單打亞軍，僅輸給丹麥名將厄蘭·科普斯。他代表泰國參加1957-1958和1963-1964的湯姆斯盃（男子國際團體賽）。2000年，他入選了世界羽毛球名人堂。
然而，當他在2009年至2013年擔任泰國羽球協會主席時，有醜聞和腐敗問題。2010年，16名球員和教練退出泰國羽球協會，因為他們沒有收到協會的支持費，而查龍·瓦達那信聲稱他已經提供了支持。2014年，他瘋狂地批評歐盟決定對泰國推翻民選政府實施政治制裁，並表示泰國人應該禁止歐盟產品，特別是汽車，並停止前往歐盟。然而，他的兒子擁有寶馬汽車，他的女兒是香奈兒泰國分公司的通訊總經理。